# Neehausen
Neehausen là một đô thị thuộc huyện Mansfeld-Südharz, Sachsen-Anhalt, Đức. Đô thị Neehausen có diện tích 12,58 km², dân số thời điểm ngày 31 tháng 12 năm 2006 là 275 người.